# Stanole
Stanole – grupa różnorodnych związków chemicznych, mających właściwość redukcji poziomu lipoprotein o niskiej gęstości LDL we krwi. Są syntetyzowane ze steroli roślinnych. Występują także w stanie naturalnym w owocach, orzechach, zbożach i olejach roślinnych.
Estry stanoli są dodawane do margaryny. Badania dowiodły, że spożycie 2 g na dzień pozwala obniżyć poziom LDL we krwi o około 10% do 20% (według różnych źródeł). Działanie stanoli polega na zmniejszeniu reabsorpcji cholesterolu poprzez konkurowanie o miejsce w micelach; stanole nie są wchłaniane do organizmu.
Do handlu wprowadziła stanole jako dodatek do margaryny  firma Raisio pod nazwą Benecol.